# 9541 Магрі
9541 Магрі (9541 Magri) — астероїд головного поясу, відкритий 11 лютого 1983 року.
Тіссеранів параметр щодо Юпітера — 3,648.